# 若松只一
若松 只一（わかまつ ただかず、1893年（明治26年）3月8日 - 1959年（昭和34年）11月19日）は、日本の陸軍軍人。最終階級は陸軍中将。終戦時の陸軍次官。

## 経歴
本籍愛知県。陸軍工兵中尉・若松八弥の長男として福島県で生まれる。名古屋陸軍地方幼年学校、中央幼年学校を経て、1914年（大正3年）5月、陸軍士官学校（26期）を卒業。同年12月、歩兵少尉に任官し歩兵第33連隊付となる。1926年（大正15年）12月、陸軍大学校（38期）を卒業した。
歩兵第33連隊中隊長、参謀本部付勤務、参謀本部員などを経て、1930年（昭和5年）8月から1932年（昭和7年）10月までドイツに駐在した。1932年10月、歩兵第33連隊大隊長となり、参謀本部員、欧州出張、陸軍省軍務局課員（軍務課）、参謀本部付などを歴任し、1937年（昭和12年）6月、オーストリア大使館兼ハンガリー公使館付武官となり、1938年（昭和14年）3月、「ドイツによるオーストリア併合」（「アンシュルス」）以降、ハンガリー公使館付武官を経て帰国。1939年（昭和14年）8月、陸軍少将に進級し留守第3師団司令部付となる。
1939年10月、第38歩兵団長に就任し日中戦争に出征。広東付近での諸作戦に参加した。1940年（昭和15年）2月、第22軍参謀長に転じた。同年11月、第22軍が廃止され参謀本部付となる。太平洋戦争を参謀本部総務部長として迎え、1942年（昭和17年）12月、陸軍中将に進級した。
1942年12月、参謀本部第3部長となり、翌年10月、第46師団長に就任。1944年（昭和19年）11月、南方軍総参謀副長に転じた。1945年（昭和20年）4月、本土決戦に備える第2総軍参謀長に就任。同年7月から10月まで陸軍次官を務め終戦を迎えた。同年11月、予備役に編入となった。1947年（昭和22年）11月28日、公職追放仮指定を受けた。
1948年（昭和23年）7月、南方から捕虜を輸送した際の虐待（いわゆる地獄船）に関与した容疑で逮捕、B級戦犯として裁判にかけられた後、懲役刑の判決を受けて服役。

## 伝記
- 額田坦『若松先輩を憶う』[1]

## 栄典
勲章
- 1940年（昭和15年）8月15日 - 紀元二千六百年祝典記念章[6]